# 大天
大天（だいてん、Skt：Mahaa-deva マハーデーヴァ、音写：摩訶提婆）は、仏滅後100年頃に根本分裂した大衆部の祖といわれる人である。インド・マトゥラー国の出身という。大天については大毘婆沙論99に詳しい。

## 逆罪
婆沙論99によると「昔、末土羅国に一商あり、妻を聘（め）し、一男児を生み大天と字す。商主他国に往て久しく還らず、その母その子に染す。後に父の還るを聞て母と共に計を設て父を殺す。是れ第一無間業なり。事の露わるるを恐れて母と共に摩竭陀国（マガダ国）の華氏城（パータリプトラ）に逃る。彼、後に本国に於て供養せる羅漢に遇い、復た事の顕彰なるを恐れて羅漢を殺す。是れ第二無間業なり。その後、母は他人と通じ大天はこれを怒って母を殺す。是れ第三無間業なり」とある。

## 出家
また同じく婆沙論99に「大天、三逆罪を犯したが善根は断ぜず、深く憂悔を生じ沙門釈氏に滅罪の法ありと聞き、鶏園寺（Kukkutaaraama）に詣で、その門外に於て一苾芻（比丘）の伽陀を誦するを聞く。若人造重罪。修善以滅除。彼能照世間。如月出雲翳と。彼はこれを聞き終わって歓喜し、その比丘について出家す。大天は聡明で出家していまだ久しからずして便（たちま）ち三蔵を誦持し、よく説法し自ら阿羅漢と称して上下帰仰す」

## 五事
「後に一夜染心を起こして夢に不浄を失して衣を汚し弟子に洗わせた。弟子曰く、阿羅漢は一切の煩悩を尽す、猶斯事ありや。大天曰く、天魔の誘惑せらる所阿羅漢も不浄の漏失を免れること能わずと。是れ第一の悪見なり。また彼弟子をして歓喜せしめんと欲して矯て某は預流果なり。乃至某は阿羅漢果なりと記別す。弟子曰く、我聞く阿羅漢などは証智ありと如何ぞ我ら都て無知なる。大天曰く、阿羅漢に染汚無知なしと雖もなお不染汚無知あり、故に汝ら自らしること能わずと。是れ第二の悪見なり。時に弟子曰く、かつて聞く聖者已に疑惑を離れると、我ら四諦の実理に於てなお疑惑を懐くは何ぞや。大天曰く、阿羅漢は煩悩障の疑惑は已に断ずと雖もなお世間的の疑惑ありと、是れ第三の悪見なり。弟子曰く、阿羅漢は聖慧眼ありて自ら解脱を知ると、如何ぞ我ら自ら証知せずして師に由りて知らしめらる。大天曰く、舎利弗・目連の如きなお佛もし記せざれば、彼、自ら知らせず、汝鈍根何ぞ自ら知らんと。是れ第四の悪見なり。然るに彼れだ移転衆悪を造ると雖も未だ善根を断じ尽さざるが故に後に中夜に於て自ら重罪を悔責し憂惶に迫られて数々（しばしば）苦哉（なり）と呼ぶ。弟子これを聞いて怪しんで師に問う。大天曰く、苦と称するは聖道を呼ぶ所以（ゆえん）なりと。是れ第五の悪見なり。大天ついに偈を造り曰く、余に誘わるる所と、無知と、猶予と、他より入らしむと、道は声に因るがゆえに起こることと、これを真の仏教と名付く」
婆沙論では、この五事を非法・悪見として排斥している。したがって、これを大天五事・妄言（だいてんのごじ・もうげん）という。しかし、この五事は必ずしも悪見にあらず、これを分別すれば各一理あるという論説もある。たとえば真諦三蔵の部執疏にその解釈があり、三論玄義幽檢鈔5巻58から引用されている。またパーリ語文献Kathavatthu には五事の原語がある。
すなわち大天の唱えた五事とは、夢精したことに端を発したもので、それをまとめると次の通りとなる。
1. 天魔に誘われた時は阿羅漢も不浄の漏失を免れない
2. 阿羅漢には不染汚無知というものがある
3. 阿羅漢にも世間的な疑惑はある
4. 阿羅漢にも聖慧眼を持たぬ者がいる
5. 真実、苦しいと叫ぶことから聖道が生じる

然るに、この五箇条が発表されたことで、伝統的・保守的な仏教に反対し、当時の耆宿（学徳の優れた老大家）をカシミール地方に追いやり、この五事を是認することを継承し、賊住出家者（僧の姿をなしつつ、しかも真実心に仏法を信ぜざる外道）の首領となり、大衆部より分かれて別に一派を立てたという。